# Scrophularia peyronii
Scrophularia peyronii är en flenörtsväxtart som beskrevs av George Edward Post. Scrophularia peyronii ingår i släktet flenörter, och familjen flenörtsväxter. Inga underarter finns listade i Catalogue of Life.